# Lacaze
Lacaze település Franciaországban, Tarn megyében. Lakosainak száma 317 fő (2022. január 1.). Lacaze Fontrieu, Espérausses, Le Masnau-Massuguiès, Rayssac, Saint-Pierre-de-Trivisy, Vabre és Viane községekkel határos.

## Népesség
A település népességének változása:
| Lakosok száma | 298  | 294  | 293  | 298  | 304  | 310  | 313  | 314  | 317  |
|               | 2013 | 2015 | 2016 | 2017 | 2018 | 2019 | 2020 | 2021 | 2022 |